# Nuria Fernández
Nuria Fernández Domínguez (Lucerna, Suiza, 16 de agosto de 1976) es una atleta española criada en la localidad madrileña de Torrejón de Ardoz. Su especialidad son los 1500 metros lisos, distancia en la que batió el récord de España absoluto en pista cubierta en febrero de 2009, con un tiempo de 4:01.77.

## Biografía
El 1 de agosto de 2010 se proclamó campeona de Europa en Barcelona de 1500, con récord personal incluido y tras un parón después de haber sido madre, carrera en la que su compañera de Selección Natalia Rodríguez finalizó en tercera posición. En esta misma especialidad, se proclamó el 5 de marzo de 2011 Subcampeona de Europa en el Campeonato Europeo de Atletismo en Pista Cubierta celebrado en París. En 2012 en los Europeos de Helsinki quedó quinta , aunque posteriormente fueron descalificadas por dopaje las atletas que la precedieron, por lo que en marzo de 2017 fue declarada vencedora y campeona de Europa.
Fernández ganó también dos medallas de bronce representando a España en la prueba por equipos de los Campeonatos Europeos de Cross (campo a través) en las ediciones de 2009 (Dublín, Irlanda) y 2010 (Albufeira, Portugal), en las que terminó en los puestos 23.º y 16.º en la prueba individual, respectivamente. En esta última disciplina, se proclamó campeona de España de Campo a Través en Haro (La Rioja) en febrero de 2011, derrotando en el sprint final a Diana Martín y Gema Barrachina. En 2012, fue subcampeona de España de Campo a Través, por detrás de la propia Diana Martín.
Ha sido campeona de España absoluta en doce ocasiones. Al aire libre, ha sido campeona de 800 m (1996-1999-2011), de 1500 m (2006) y de 5000 m (2012). En pista cubierta, de 800 m (1998-2000), de 1500 m (2001-2005) y de 3000 m (2009). También ha sido campeona de España absoluta de milla en ruta (2011) y de Campo a Través (2011). Además ha sido tres veces campeona de España júnior y cuatro veces campeona de España promesa. Ha sido la plusmarquista de España absoluta de la milla al aire libre, con un tiempo de 4:21.13 (2008) hasta que se lo ha quitado Esther Guerrero el 19 de julio de 2025, bajandolo más de un segundo.
Actualmente Nuria está volcada en su faceta de speaker motivacional (contando su historia en la ponencia "Mamá a la Carrera", donde narra sus vivencias compaginando su labor como madre de familia numerosa y atleta de élite) y también ayudando a los más pequeños que se inician en las carreras con su Club de Altletismo Nuria Fernández, en Torres de la Alameda.

## Participaciones en grandes competiciones
- 10.º puesto en primera ronda, 1.500 m, Juegos Olímpicos de Sídney 2000.
- 12.º puesto, 1500 m, Campeonato Mundial de Atletismo de 2001.
- 8.º puesto, 1500 m, Campeonato Europeo de Atletismo de 2002.
- 8.º puesto, Semifinal 1500 m, Campeonato Mundial de Atletismo de 2003.
- 7.º puesto, 1500 m, Campeonato Europeo de Atletismo en Pista Cubierta de 2005.
- 4.º puesto, 1500 m, Campeonato Mundial de Atletismo de 2009.
- 3.º puesto, competición por equipos, Campeonato Europeo de Cross de 2009.
- 1.º puesto, 1500 m, Campeonato Europeo de Atletismo de 2010.
- 3.º puesto, competición por equipos, Campeonato Europeo de Cross de 2010.
- 2.º puesto, 1500 m, Campeonato Europeo de Atletismo en Pista Cubierta de 2011.
- 6.º puesto, Semifinal 1500 m, Campeonato Mundial de Atletismo de 2011.
- 1.º puesto, 1500 m, Campeonato Europeo de Atletismo de 2012.
- 10.º puesto, Semifinal 1500 m, Juegos Olímpicos de Londres 2012.